# Paulius Gintautas
Paulius Gintautas (* 10. Mai 1995 in Vilnius) ist ein litauischer Eishockeyspieler, der seit Mai 2022 bei den Sparta Warriors in der norwegischen Eliteserien spielt.

## Karriere

### Clubs
Paulius Gintautas begann seine Karriere als Eishockeyspieler beim russischen Verein Kristall Elektrostal, für den er bereits in der Spielzeit 2011/12 auf dem Eis stand. 2013 kehrte er nach Litauen zurück und spielte zunächst für Energija Elektrėnai, den Spitzenklub des baltischen Landes, der in der Wysschaja Liga, der zweithöchsten Spielklasse von Belarus, antritt. 2014 wechselte er nach Lettland zum HK Riga in die Molodjoschnaja Chokkeinaja Liga, eine multinationale Jugendliga mit überwiegend osteuropäischen Mannschaften. Dort absolvierte er aber nur eine Partie und wechselte bereits im Oktober zum IK Comet in die 1. divisjon, die zweithöchste norwegische Spielklasse, wo er knapp acht Jahre auf dem Eis stand und 2019 und 2021 Torschützenkönig wurde. Im Mai 2022 wechselte er zu den Sparta Warriors in die Eliteserien.

### International
Für Litauen nahm Gintautas bereits im Juniorenbereich an Weltmeisterschaften teil. 2012 und 2013, als er Torschützenkönig des Turniers und bester Spieler seiner Mannschaft war, spielte der Stürmer bei den U18-Weltmeisterschaften der Division II. An den U20-Weltmeisterschaften nahm er 2013, 2014, als er gemeinsam mit dem Niederländer Raymond van der Schuit zweitbester Torschütze nach seinem Landsmann Daniel Bogdziul war, und 2015, als er sich gemeinsam mit dem Briten Bobby Chamberlain zum Torschützenkönig krönte, teil.
Sein Debüt in der litauischen Herren-Nationalmannschaft gab Gintautas bei der Weltmeisterschaft 2014 in der Division I, die in seiner Geburtsstadt Vilnius ausgetragen wurde. Auch 2015, 2016, 2017, 2018, 2019, 2022 und 2023 spielte er für die Balten in der Division I. Zudem vertrat er seine Farben bei den Olympiaqualifikationsturnieren für die Winterspiele in Pyeongchang 2018 und in Peking 2022 sowie beim Baltic Cup 2016 und 2017.

## Erfolge und Auszeichnungen
- 2013 Bester Torschütze bei der U18-Weltmeisterschaft der Division II, Gruppe B
- 2015 Bester Torschütze bei der U20-Weltmeisterschaft der Division II, Gruppe A
- 2018 Aufstieg in die Division I, Gruppe A, bei der Weltmeisterschaft der Division I, Gruppe B
- 2019 Torschützenkönig der 1. divisjon
- 2021 Torschützenkönig der 1. divisjon